# Poemas dos Becos de Goiás e Estórias Mais
Poemas dos Becos de Goiás e histórias Mais foi o primeiro livro da poetisa brasileira Cora Coralina. Foi publicado pela Editora José Olympio em 1965, quando a poetisa já contabilizava 75 anos. A segunda edição da obra foi editada, em 1978, pelas Oficinas Gráficas ou Imprensa da Universidade Federal de Goiás (a editora da universidade não havia ainda sido criada, o que só acontecerá em 1980). Um exemplar dessa edição caiu nas mãos de Carlos Drummond de Andrade, o que acabou conferindo prestígio nacional a Cora Coralina, a partir de uma carta que o poeta lhe enviou, por meio da Editora, em julho de 1979 (esta carta saiu estampada na contracapa da terceira edição da obra). E, depois, de um artigo seu, publicado no 'Jornal do Brasil', sob o título "Cora Coralina, de Goiás", página 7 do Caderno B, em 27 de dezembro de 1980. Exatamente o mês e ano do lançamento da terceira edição, realizada agora pela já estruturada Editora da Universidade Federal de Goiás, ainda no reitorado de José Cruciano, o fundador dessa editora, que fez questão de publicar essa obra da autora dentro da Coleção Documentos Goianos". Número "9" dela. Palavras da ensaísta, poetisa e crítica literária, Darcy França Denófrio, extraídas da obra "Cora Coralina: celebração da volta", Goiânia: Cânone Editorial, 2006, página 188. Sendo diretor da editora da UFG (CEGRAF) o eminente professor, escritor e médico Joffre Marcondes de Rezende.
Retratatando o cotidiano dos Becos de Goiás, a obra reúne os poemas que consagraram o estilo da autora e a transformaram em uma das maiores poetisas de língua portuguesa do século XX, incluída na tradição moderna apesar do chamado insulamento.